# Roerkulten
Der Roerkulten ist ein 2085 m hoher und isolierter Berg im ostantarktischen Königin-Maud-Land. In der Sverdrupfjella ragt er rund 11 km westlich des Fuglefjellet auf.
Aus der Luft fotografiert wurde der Berg bei der Deutschen Antarktischen Expedition 1938/39 unter der Leitung des Polarforschers Alfred Ritscher. Norwegische Kartografen, die ihn auch benannten, kartierten ihn anhand von [Vermessung]en und Luftaufnahmen der Norwegisch-Britisch-Schwedischen Antarktisexpedition (1949–1952) sowie Luftaufnahmen der Dritten Norwegischen Antarktisexpedition (1956–1960). Namensgeber ist der Norweger Nils Roer (* 1914), Geodät bei der Norwegisch-Britisch-Schwedischen Antarktisexpedition.